# Hrabstwo Sussex (Wirginia)

Piramida wieku hrabstwa

Hrabstwo Sussex – hrabstwo w USA, w stanie Wirginia, według spisu z 2000 roku liczba ludności wynosiła 12 504. Siedzibą hrabstwa jest Sussex.

## Geografia
Według spisu hrabstwo zajmuje powierzchnię 1272 km², z czego 1267 km² stanowią lądy, a 5 km² – wody.

### Miasta
- Stony Creek
- Wakefield
- Waverly